# 맏딸
《맏딸》은 1974년 9월 23일부터 1975년 4월 13일까지 방영한 TBC 일일연속극이다.

## 등장 인물
- 김세윤
- 김창숙
- 김민자
- 주선태
- 여운계
- 김성원
- 정해창
- 김종결
- 김영애
- 김형자